# Campionati europei di salto ostacoli 1987
I Campionati europei di salto ostacoli 1987 si sono svolti a San Gallo, in Svizzera. 

## Podi
| Evento           | Oro           | Argento       | Bronzo       |
| Gara individuale | Pierre Durand | John Whitaker | Nick Skelton |
| Gara a squadre   | Regno Unito   | Francia       | Svizzera     |

## Medagliere
| Posiz. | Nazione     | Oro | Argento | Bronzo | Totale |
| ------ | ----------- | --- | ------- | ------ | ------ |
| 1      | Regno Unito | 1   | 1       | 1      | 3      |
| 2      | Francia     | 1   | 1       | 0      | 2      |
| 3      | Svizzera    | 0   | 0       | 1      | 1      |
| Totale | Totale      | 2   | 2       | 2      | 6      |